# Weberbauera perforata
Weberbauera perforata är en korsblommig växtart som beskrevs av Al-shehbaz. Weberbauera perforata ingår i släktet Weberbauera och familjen korsblommiga växter. Inga underarter finns listade i Catalogue of Life.